# Crypthelia insolita
Crypthelia insolita is een hydroïdpoliep uit de familie Stylasteridae. De poliep komt uit het geslacht Crypthelia. Crypthelia insolita werd in 1986 voor het eerst wetenschappelijk beschreven door Cairns. 